# Ralph Spinella
Ralph Spinella (* 8. Mai 1923 in Waterbury, Connecticut; † 7. Oktober 2021 ebenda) war ein US-amerikanischer Fechter.

## Karriere
Ralph Spinella, der für den New York Athletic Club focht, nahm bei den Olympischen Sommerspielen 1960 in Rom am Degen-Einzel- und Degen-Mannschaftswettkampf teil. Bei den Panamerikanischen Spielen 1967 gewann er mit dem US-Team die Goldmedaille. Später wurde er Fechtmeister und focht für den Thames River Fencing Club. Nach seiner aktiven Zeit trainierte Spinella die Fechter der Quinnipiac University.